# Henry Fool (band)
Henry Fool is een Britse rockband, die een mengeling speelt van psychedelische rock, progressieve rock en jazz. De naam is ontleend aan de gelijknamige speelfilm van Hal Hartley.
De muziekgroep is gebouwd rond Tim Bowness (zang, gitaar) een Stephen Bennett (toetsen, gitaar). Zij schakelen van opnamen tot opname andere musici in zoals Michael Bearpark (gitaar), Peter Chilvers (basgitaar, toetsen, gitaar), Myke Clifford (saxofoon, fluit), I Monsters Jarrod Gosling en drummers Fudge Smith (Pendragon/Steve Hackett Band), Huxflux Nettermalm (Paatos), Andrew Booker, Richard Osbourne en Diego Mancini. Phil Manzanera uit Roxy Music heeft ook op opnames meegespeeld. De muziekgroep bestaat onregelemtaig, aangezien een van de leidesr Tim Bowness ook met andere bands, zoals no-man optreedt.

## Discografie
- Henry Fool (2001)
- Men singing (2013)